# Довжик (Ямпольский район)
Довжик (укр. Довжик) — село,
Дружбинский городской совет,
Ямпольский район,
Сумская область,
Украина.
Код КОАТУУ — 5925610301. Население по переписи 2001 года составляло 64 человека .

## Географическое положение
Село Должик находится между реками Кремля и Журавель (2-3 км).
На расстоянии в 1,5 км расположен город Дружба.
Рядом проходит автомобильная дорога Т-1915.